# Каккарово
Ка́ккарово (вепс. Kakkarv, фин. Kakkarova) — упразднённая деревня в Рыборецком вепсском сельском поселении Прионежского района Республики Карелия.
Проживали вепсы — одна из народностей Карелии.
В настоящее время представляет собою дачный посёлок.

## География
Расположен на 95-м километре автодороги Р19 Петрозаводск — Вознесенье— Оштинский Погост, в 10 км от населённого пункта Шёлтозеро и в 44 км от посёлка городского типа Вознесенье Ленинградской области. В 17 км к югу — административная граница Республики Карелии и Ленинградской области.

## История
Каккарово была упразднена в 2020 году путём включения её в состав села Рыбрека. Село Рыбрека в результате стало представлять собой населённый пункт, состоящий из разобщённых лесным массивом частей.
Название Каккарово исключено из государственного каталога географических названий в 2020 г..

## Население
Численность населения в 1905 году составляла 218 человек.

## Инфраструктура
В 3 км к западу находится Западно-Каккоровское месторождение габбро-диабаза.

## Достопримечательности
Вблизи деревни находится государственный ботанический заказник «Каккоровский», созданный для сохранения и воспроизводства карельской берёзы — особо охраняемая природная территория.